# 百瀬義行
百瀬 義行（ももせ よしゆき、1953年11月29日 - ）は、日本のアニメーター、演出家、アニメーション監督。東京都出身。過去にスタジオジブリに所属していた。

## 人物
日本のテレビアニメ初期から活動するベテランアニメーター。『タイガーマスク』『アタックNo.1』や『天才バカボン』で動画を務め、『ど根性ガエル』『はじめ人間ギャートルズ』等のテレビアニメに原画として参加。『アラビアンナイト シンドバットの冒険』『ペリーヌ物語』『名犬ジョリィ』などでは作画監督を担当していた。
スタジオジブリが設立されると、1988年公開の『火垂るの墓』から2013年の『かぐや姫の物語』まで参加した。『火垂るの墓』の作画監督だった近藤喜文の推薦でレイアウトと作画監督補を担当すると、それ以降、高畑勲作品の中心的存在となる。高畑の右腕として原画や場面構成、演出などを担当し、スタジオジブリの中核を担った。また宮崎駿監督作品では、『紅の豚』『On Your Mark』『もののけ姫』『千と千尋の神隠し』で原画を手掛けている。
高畑勲に「百瀬さんがアニメーションを進化させる」と言わしめた鬼才であり、高畑は百瀬について「自分の片腕から抜け出て両腕をふるう活躍を見ればその期待が正しかったことがわかる」と語っている。
デジタル技術への関心が高く、1980年代からコンピュータを使用した映像制作に取り組み始め、『もののけ姫』制作時にはCG室を立ち上げ、CGの使用をスタジオに根付かせた。ジブリはセルルック（セル画で制作されたアニメのような表現を実現する3DCG）をいち早く導入しているが、それを実現したのも百瀬である。
その後、ジブリでテレビCMの演出、短編アニメーション作品『ギブリーズ』と『ギブリーズ episode2』、中田ヤスタカの楽曲（「ポータブル空港」「space station No.9」「空飛ぶ都市計画」）に映像をつけたSF3部作で監督を務めた。2006年にはSF3部作をひとつの作品にした映画『ジュディ・ジェディ』が劇場公開された。
ジブリの制作部門解散後、2018年に旧ジブリスタッフが設立したスタジオポノック制作の短編アンソロジー『ちいさな英雄-カニとタマゴと透明人間-』の一篇、『サムライエッグ』の脚本と監督を務めた。
2019年、人気RPGシリーズ『二ノ国』を原作にした長編アニメーション映画を監督した。また百瀬はジブリ時代に原作ゲームの『二ノ国 漆黒の魔導士』と『二ノ国 白き聖灰の女王』のアニメーション監督を務め、前年の2018年には『二ノ国II レヴァナントキングダム』でキャラクターデザインを担当している。
2021年、スタジオポノックがオリンピズムをテーマにオリンピック文化遺産財団と共同制作した短編アニメーション映画『Tomorrow's Leaves』を監督。
2023年、スタジオポノックの長編アニメーション映画『屋根裏のラジャー』を監督。

## 作品

### 映画
| 公開年 | 作品名                                                 | 役職                             |
| ------ | ------------------------------------------------------ | -------------------------------- |
| 1984年 | SF新世紀レンズマン                                     | 原画                             |
| 1985年 | ペンギンズメモリー 幸福物語                            | 原画                             |
| 1987年 | ゴキブリたちの黄昏                                     | 原画                             |
| 1987年 | チロヌップのきつね                                     | 原画                             |
| 1988年 | 火垂るの墓                                             | レイアウト・作画監督補           |
| 1990年 | 劇場版 ペリーヌ物語                                    | 作画監督                         |
| 1991年 | おもひでぽろぽろ                                       | 場面設計・絵コンテ               |
| 1992年 | 紅の豚                                                 | 原画                             |
| 1994年 | 平成狸合戦ぽんぽこ                                     | イメージビルディング・画面構成   |
| 1995年 | On Your Mark                                           | 原画                             |
| 1995年 | 耳をすませば                                           | 原画                             |
| 1997年 | もののけ姫                                             | CG制作                           |
| 1999年 | ホーホケキョ となりの山田くん                          | 絵コンテ・場面構成・演出         |
| 2001年 | 千と千尋の神隠し                                       | 原画                             |
| 2002年 | ギブリーズ episode2                                    | 脚本・監督                       |
| 2006年 | ジュディ・ジェディ                                     | 絵コンテ・監督                   |
| 2006年 | ゲド戦記                                               | 原画                             |
| 2013年 | かぐや姫の物語                                         | 特任シーン設計                   |
| 2018年 | ちいさな英雄-カニとタマゴと透明人間-「サムライエッグ」 | 脚本・監督                       |
| 2019年 | 二ノ国                                                 | 監督・キャラクター原案・絵コンテ |
| 2021年 | Tomorrow’s Leaves                                      | 監督                             |
| 2023年 | 屋根裏のラジャー                                       | 監督                             |

### テレビアニメ
| 公開年 | 作品名                                        | 役職                                 |
| ------ | --------------------------------------------- | ------------------------------------ |
| 1969年 | タイガーマスク                                | 動画                                 |
| 1969年 | アタックNo.1                                  | 動画                                 |
| 1971年 | 天才バカボン                                  | 動画                                 |
| 1971年 | ルパン三世                                    | 原画                                 |
| 1971年 | 赤胴鈴之助                                    | 原画                                 |
| 1972年 | ど根性ガエル                                  | 原画                                 |
| 1973年 | 荒野の少年イサム                              | 原画                                 |
| 1974年 | 柔道讃歌                                      | 作画                                 |
| 1974年 | はじめ人間ギャートルズ                        | 原画                                 |
| 1975年 | アラビアンナイト シンドバットの冒険           | 作画監督                             |
| 1976年 | リトル・ルルとちっちゃい仲間                  | 作画監督                             |
| 1976年 | ドカベン                                      | 作画監督                             |
| 1977年 | あしたへアタック!                             | 作画監督                             |
| 1979年 | まえがみ太郎                                  | キャラクターデザイン・作画監督       |
| 1979年 | りすのバナー                                  | 原画                                 |
| 1979年 | トンデモネズミ大活躍                          | キャラクターデザイン・作画監督       |
| 1980年 | トム・ソーヤーの冒険                          | 第1話原画                            |
| 1981年 | 名犬ジョリィ                                  | 作画監督                             |
| 1983年 | 子鹿物語 THE YEARLING                         | 作画監督                             |
| 1983年 | セレンディピティ物語 ピュア島の仲間たち       | 作画監督                             |
| 1984年 | 小さな恋のものがたり チッチとサリー初恋の四季 | 作画監督                             |
| 1985年 | 三国志                                        | 原画                                 |
| 1986年 | 三国志II 天翔ける英雄たち                     | 原画                                 |
| 1988年 | 夏服の少女たち ～ヒロシマ・昭和20年8月6日～   | キャラクターデザイン・作画監督       |
| 1989年 | 手塚治虫物語 ぼくは孫悟空                     | キャラクターデザイン・作画監督・原画 |
| 1989年 | YAWARA!                                       | 作画監督                             |
| 2000年 | ギブリーズ                                    | 脚本・監督                           |

### ゲーム
- 二ノ国 漆黒の魔導士（2010年） アニメーションパート監督
- 二ノ国 白き聖灰の女王（2011年） アニメーションパート監督
- 二ノ国II レヴァナントキングダム（2018年） キャラクターデザイン

### PV
- capsule「ポータブル空港」PV（2004年） 絵コンテ・監督 ※百瀬ヨシユキ名義
- capsule「space station No.9」PV（2005年） 絵コンテ・監督 ※百瀬ヨシユキ名義
- capsule「空飛ぶ都市計画」PV（2005年） 絵コンテ・監督 ※百瀬ヨシユキ名義
- 新垣結衣「piece」PV（2009年） 絵コンテ・監督 ※百瀬ヨシユキ名義

### CM
- ハウス食品「おうちで食べよう。」夏バージョン（2003年） 演出
- ハウス食品「おうちで食べよう。」冬バージョン（2004年） 演出
- JR西日本 「サマートレイン」（2015年） 監督[11]

### その他
- 香取慎吾の特上！天声慎吾　OPアニメ（2003年）　原案/構成/演出
- 宇宙エレベータ ～科学者の夢みる未来～（2007年） キャラクターデザイン ※百瀬ヨシユキ名義
- Warm Japanを、道玄坂一丁目から。（2016年）看板・デザイン

### 著書
- こおりの星のピッティ（講談社、2010年7月）
- 百瀬義行 スタジオジブリワークス（一迅社、2011年7月）ISBN 978-4758012089
- ツボミちゃんとモムくん（白泉社、2012年） ISBN 978-4592761532 「ももせ よしゆき」表記。初出は雑誌『MOE』2011年9月号
- ポノックのえほん「サムライエッグ」（KADOKAWA、2018年）

### イラスト
- くもの糸・杜子春－芥川竜之介短編集（芥川竜之介著・講談社、2007年）※講談社青い鳥文庫
- 風の館の物語（あさのあつこ著・講談社、2007年 - 2010年）
- おもひでぎょうじ（柳原一成監修・晋遊舎、2008年）
- タゴガエル鳴く森に出かけよう! -トモミチ先生のフィールドノート（小林朋道著・技術評論社、2010年）
- ORIX Agency News（2015年～2018年）表紙・絵
- よみとく10分シリーズ「10分で読める物語」1～6年生（学研、2020年）表紙絵
- よみとく10分シリーズ「なぜ？どうして？身近なぎもん」1～6年生（学研、2020年）表紙絵